# 4 × 400 meter stafett för damer i friidrott vid olympiska sommarspelen 2012

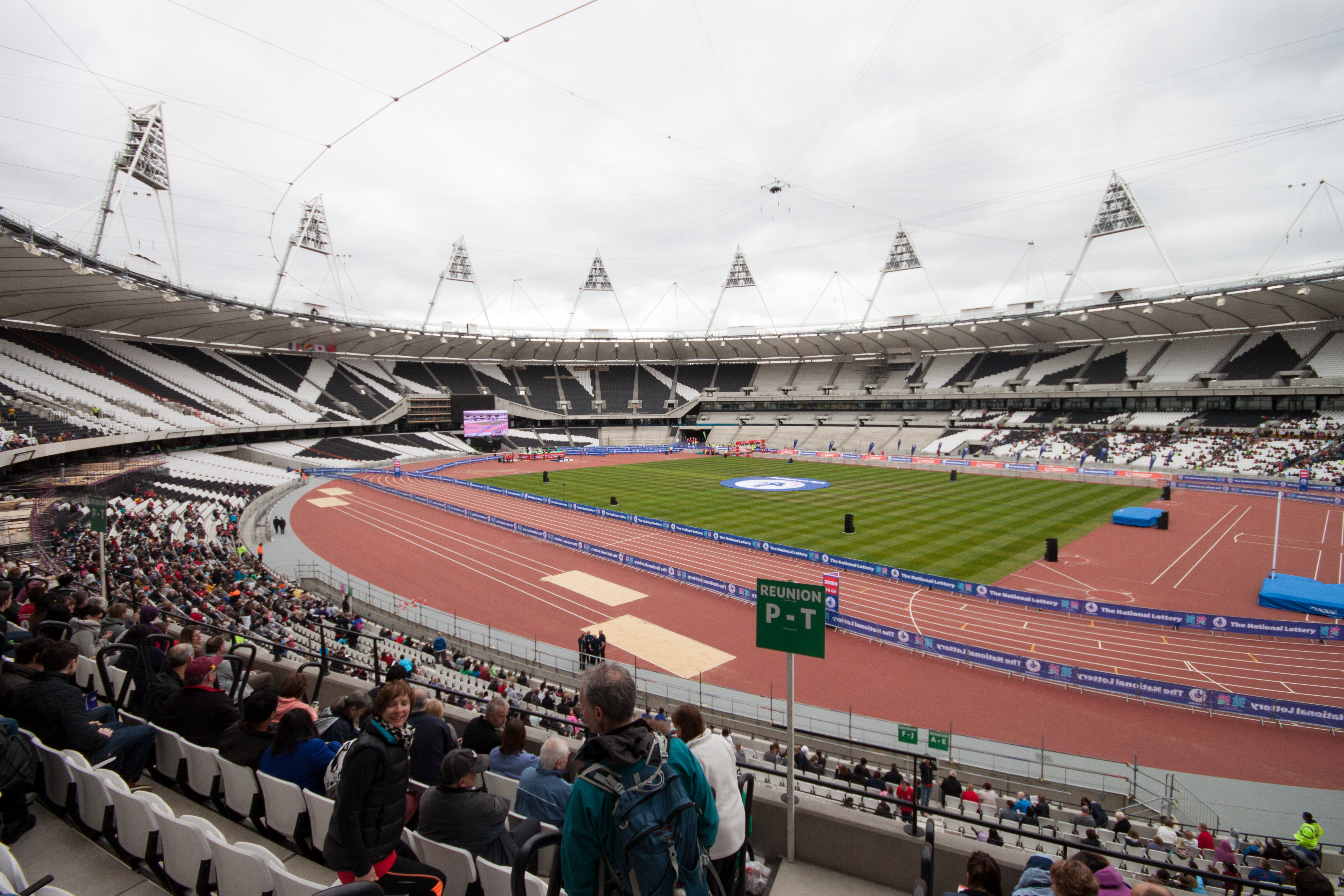
Londons Olympiastadion

Damernas stafett 4x400 meter vid olympiska sommarspelen 2012, i London i Storbritannien avgjordes den tionde och elfte augusti på Londons Olympiastadion. Tävlingen inleddes med en försöksomgång där alla nationer deltog för att kvalificera sig till finalen. I finalen deltog 8 nationer.  Mary Wineberg, Allyson Felix, Monique Henderson, Sanya Richards och Natasha Hastings från USA var regerande mästare efter deras seger i Peking 2008.
Ryssland, som tog silver i finalen, blev den 1 februari 2017 diskvalificerade efter att Antonina Krivosjapka visat positivt för doping. Senare under 2017 blev även Julija Gusjtjina avstängd för doping.

## Medaljörer
| Event         | Guld                                                                                              | Guld                                                                                              | Silver                                                                                        | Silver                                                                                        | Brons                                                                  | Brons                                                                  |
| 4 x 400 meter | USA Keshia Baker Allyson Felix Diamond Dixon Francena McCorory Sanya Richards-Ross DeeDee Trotter | USA Keshia Baker Allyson Felix Diamond Dixon Francena McCorory Sanya Richards-Ross DeeDee Trotter | Jamaica Christine Day Shereefa Lloyd Rosemarie Whyte Shericka Williams Novlene Williams-Mills | Jamaica Christine Day Shereefa Lloyd Rosemarie Whyte Shericka Williams Novlene Williams-Mills | Ukraina Alina Lohvynenko Olha Zemlyak Hanna Jarosjtjuk Nataliya Pyhyda | Ukraina Alina Lohvynenko Olha Zemlyak Hanna Jarosjtjuk Nataliya Pyhyda |

## Rekord
Före tävlingarna gällde dessa rekord:
| Världsrekord (WR)     | Sovjetunionen Tatjana Ledovskaja Olga Nazarova Marija Pinigina Olga Bryzgina         | 3.15,17 | Seoul, Sydkorea | 1 oktober 1988 | [ 6 ] |
| Olympiskt rekord (OR) | Sovjetunionen · Tatjana Ledovskaja · Olga Nazarova · Marija Pinigina · Olga Bryzgina | 3.15,17 | Seoul, Sydkorea | 1 oktober 1988 | [ 7 ] |

## Program
Tider anges i lokal tid, det vill säga västeuropeisk sommartid (UTC+1).
10 augusti
- 19:10 – Försök

10 augusti
- 20:25 – Final

## Resultat

### Försöksomgång
Den inledande försöksomgången ägde rum den 10 augusti.
Heat 1
| Placering | Nation         | Tävlande                                                                     | Tid     | Noteringar |
| --------- | -------------- | ---------------------------------------------------------------------------- | ------- | ---------- |
| 1         | USA            | Keshia Baker, Francena McCorory, Diamond Dixon, DeeDee Trotter               | 3:22.09 | Q          |
| 2         | Ryssland       | Julija Gusjtjina, Tatjana Firova, Natalja Nazarova, Anastasija Kapatjinskaja | 3:23.11 | Q, SB      |
| 3         | Storbritannien | Shana Cox, Lee McConnell, Eilidh Child, Christine Ohuruogu                   | 3:25.05 | Q          |
| 4         | Tjeckien       | Denisa Rosolová, Zuzana Bergrová, Jitka Bartoničková, Zuzana Hejnová         | 3:26.20 | q          |
| 5         | Polen          | Iga Baumgart, Justyna Święty, Anna Jesień, Patrycja Wyciszkiewicz            | 3:30.15 |            |
| 6         | Irland         | Marian Heffernan, Joanne Cuddihy, Jessie Barr, Michelle Carey                | 3:30.55 | SB         |
| 7         | Brasilien      | Joelma Sousa, Jailma de Lima, Aline dos Santos, Geisa Coutinho               | 3:32.95 |            |
| 8         | Turkiet        | Pınar Saka, Meliz Redif, Birsen Engin, Sema Apak                             | 3:34.71 |            |

Heat 2
| Placering | Nation    | Tävlande                                                                  | Tid     | Noteringar |
| --------- | --------- | ------------------------------------------------------------------------- | ------- | ---------- |
| 1         | Jamaica   | Christine Day, Shereefa Lloyd, Shericka Williams, Rosemarie Whyte         | 3:25.13 | Q, SB      |
| 2         | Ukraina   | Olha Zemljak, Alina Lohvynenko, Hanna Jarosjtjuk, Natalija Pyhyda         | 3:25.90 | Q          |
| 3         | Frankrike | Phara Anacharsis, Muriel Hurtis, Marie Gayot, Floria Guei                 | 3:25.94 | Q          |
| 4         | Nigeria   | Omolara Omotosho, Idara Otu, Bukola Abogunloko, Regina George             | 3:26.29 | q, SB      |
| 5         | Belarus   | Alena Kijevitj, Iryna Chliustava, Ilona Usovitj, Sviatlana Usovitj        | 3:26.52 | SB         |
| 6         | Kuba      | Aymée Martínez, Diosmely Peña, Yaimeisi Borlot, Daysiurami Bonne          | 3:27.41 | SB         |
| 7         | Italien   | Chiara Bazzoni, Elena Maria Bonfanti, Libania Grenot, Maria Enrica Spacca | 3:29.01 | SB         |
| 8         | Tyskland  | Esther Cremer, Janin Lindenberg, Maral Feizbakhsh, Fabienne Kohlmann      | 3:31.06 |            |

### Final
Finalen hölls den 11 augusti.
| Placering | Bana | Nation         | Tävlande                                                                  | Tid          | Noteringar |
| --------- | ---- | -------------- | ------------------------------------------------------------------------- | ------------ | ---------- |
| 1         | 7    | USA            | DeeDee Trotter, Allyson Felix, Francena McCorory, Sanya Richards-Ross     | 3:16.87      | WL, SB     |
| 2         | 6    | Jamaica        | Christine Day, Rosemarie Whyte, Shericka Williams, Novlene Williams-Mills | 3:20.95      | SB         |
| 3         | 4    | Ukraina        | Alina Lohvynenko, Olha Zemljak, Hanna Jarosjtjuk, Natalija Pyhyda         | 3:23.57      | SB         |
| 4         | 9    | Storbritannien | Shana Cox, Lee McConnell, Perri Shakes-Drayton, Christine Ohuruogu        | 3:24.76      | SB         |
| 5         | 8    | Frankrike      | Phara Anacharsis, Muriel Hurtis, Marie Gayot, Floria Guei                 | 3:25.92      |            |
| 6         | 2    | Tjeckien       | Denisa Rosolova, Zuzana Bergrová, Jitka Bartoničková, Zuzana Hejnova      | 3:27.77      |            |
| DQ        | 5    | Ryssland       | Julia Gusjtjina, Antonina Krivosjapka, Tatjana Firova, Natalja Antyuch    | DQ (3:20.23) | Dopade     |
|           | 3    | Nigeria        | Omolara Omotosho, Muizat Ajoke Odumosu, Regina George, Bukola Abogunloko  | DQ           |            |